# Bastansjön
Bastansjön är en sjö i Storumans kommun i Lappland och ingår i Umeälvens huvudavrinningsområde. Sjön har en area på 3,73 kvadratkilometer och ligger 453,2 meter över havet. Sjön avvattnas av vattendraget Bastanbäcken.

## Delavrinningsområde
Bastansjön ingår i det delavrinningsområde (725061-151742) som SMHI kallar för Utloppet av Bastansjön. Medelhöjden är 519 meter över havet och ytan är 34,75 kvadratkilometer. Det finns inga avrinningsområden uppströms utan avrinningsområdet är högsta punkten. Bastanbäcken som avvattnar avrinningsområdet har biflödesordning 2, vilket innebär att vattnet flödar genom totalt 2 vattendrag innan det når havet efter 312 kilometer. Avrinningsområdet består mestadels av skog (74 procent). Avrinningsområdet har 4,58 kvadratkilometer vattenytor vilket ger det en sjöprocent på 13,2 procent.